# Gale Schisler
Darwin Gale Schisler (ur. 2 marca 1933 w Indian Point Township w hrabstwie  Knox, zm. 2 lutego 2020) – amerykański polityk, członek Partii Demokratycznej.

## Działalność polityczna
W okresie od 3 stycznia 1965 do 3 stycznia 1967 przez jedną kadencję był przedstawicielem dziewiętnastego okręgu wyborczego w stanie Illinois w Izbie Reprezentantów Stanów Zjednoczonych.